# Epicratinus amazonicus
Espèce
Epicratinus amazonicus est une espèce d'araignées aranéomorphes de la famille des Zodariidae.

## Distribution
Cette espèce est endémique du Brésil. Elle se rencontre en Amazonie.

## Étymologie
Son nom d'espèce lui a été donné en référence au lieu de sa découverte, l'Amazonie.

## Publication originale
- Jocqué & Baehr, 2005 : Two new neotropical genera of the spider family Zodariidae (Araneae). Bulletin de l'Institut royal des Sciences naturelles de Belgique (Entomologie), vol. 75, p. 119-133.